# Pareas boulengeri
Pareas boulengeri là danh pháp khoa học của một loài rắn trong chi Rắn hổ mây (Pareas) của họ Pareidae. Tên gọi thông thường trong tiếng Anh của loài này là Boulenger's Slug Snake (nghĩa đen là rắn ăn sên Boulenger). Phần định danh loài boulengeri là để vinh danh George Albert Boulenger (1858 - 1937), một nhà bò sát học tại Bảo tàng Lịch sử Tự nhiên Anh (British Museum of Natural History) ở London.

## Phân bố
Trung Quốc (Cam Túc, Tứ Xuyên, Quý Châu, Quảng Tây, Quảng Đông, Hồ Nam, Hà Nam, Giang Tây).